# Stuart Allan
Stuart Allan Bertman (nascido em 1999) é um ator mirim, mais conhecido como Damian Wayne/Robin nas animações Son of Batman e Batman vs. Robin. Allan vive em Los Angeles, Califórinia, mas foi criado em Northern Virginia, perto de Washington, DC. Allan tem participações também em A Origem dos Guardiões, Transformers: Robots in Disguise e do filme em pós-produção A 5ª Onda de 2016.

## Filmografia
- A Origem dos Guardiões - Menino Britânico
- O Filho do Batman - Damian Wayne / Robin
- Batman vs. Robin - Damian Wayne / Robin
- Transformers: Robots in Disguise - Russell Clay
- Batman: Sangue Ruim - Damian Wayne / Robin
- Liga da Justiça vs. Jovens Titãs - Damian Wayne / Robin
- Jovens Titãs: O Contrato de Judas - Damian Wayne / Robin